# Siegfried Wortmann
Siegfried Wortmann (geb. 18. Februar 1907, Wien; gest. 21. Dezember 1951, New York) war ein österreichischer Fußball-Nationalspieler.

## Karriere
Siegfried Wortmann begann seine Karriere in der Jugendmannschaft des SC Hakoah Wien, wo er bereits als Sechzehnjähriger 1923/24 erstmals in der Kampfmannschaft zum Einsatz kam, wobei er als Verbinder vorerst zumeist Ersatz blieb, auch als die österreichische Meisterschaft 1924/25 gewonnen wurde. Zum Stammspieler in der I. Liga wurde Siegfried Wortmann allerdings bald darauf 1925/26. Durch starke Leistungen machte er sogar Hugo Meisl auf sich aufmerksam. Sein Debüt in der österreichischen Nationalmannschaft lief erfolgreich, beim 2:1 gegen die Tschechoslowakei in Prag schoss Siegfried Wortmann den Siegtreffer, nachdem Matthias Sindelar den ersten Treffer erzielt hatte.
Nach einer Tournee in die Vereinigten Staaten mit seinem Klub im Sommer 1927 unterschrieb Siegfried Wortmann bei den New York Nationals, bei denen er eineinhalb Saisonen lang blieb, ehe er zu Beginn 1929 zu New York Hakoah wechselte, wo er auf zahlreiche ehemalige Mitspieler aus Wien traf. Größte Erfolge für den Verbinder im amerikanischen Fußball waren die beiden Gewinne des National Challenge Cups 1928 mit den Nationals und 1929 mit der Hakoah. Bei den Finalspielen 1928 gegen die Chicago Bricklayers sowie 1929 gegen die St. Louis Madison Kennels trat er selbst jeweils auch als Torschütze in Erscheinung. Bis Ende 1931 blieb Siegfried Wortmann in New York, ehe sein Weg wieder zurück in die österreichische Liga führte. In Wien schloss sich der Verbinder der Vienna an. Hierbei konnte er 1932/33 sogar noch österreichischer Meister werden und sich auch im Mitropacup mit einem Tor zu einem 1:0-Sieg gegen Inter Mailand in Szene setzen.
Später wanderte Wortmann in die Vereinigten Staaten aus und betrieb ein Modewarengeschäft in New York.

## Erfolge
- 1 × Viertelfinale Mitropapokal: 1933
- 2 × Österreichischer Meister: 1925, 1933
- 2 × Sieger National Challenge Cup: 1928, 1929
- 1 Länderspiel und 1 Tor für die österreichische Fußballnationalmannschaft 1926